# Pavetta mayumbensis
Pavetta mayumbensis är en måreväxtart som beskrevs av Ronald D'Oyley Good. Pavetta mayumbensis ingår i släktet Pavetta och familjen måreväxter.
Artens utbredningsområde är Cabinda. Inga underarter finns listade i Catalogue of Life.